# Kajenje tobaka
Kajenje tobaka je uživanje tobačnih izdelkov, zlasti cigaret, cigar in pip, s pomočjo vdihavanja dima zažganega tobaka. 
Takšno kajenje izhaja iz kulture ameriških domorodcev vzhodne Severne Amerike, ki so tudi prvi gojili tobak. Po kolonizaciji Amerike je kajenje postalo priljubljeno tudi med Evropejci. Po poročilih Svetovne zdravstvene organizacije je danes najbolj razširjeno v Vzhodni Aziji, saj kadi približno dve tretjini vsega odraslega moškega prebivalstva. V zadnjih letih pa kajenje močno upada v razvitem svetu, kjer kadilci predstavljajo okoli četrtino vse populacije, ne zdi pa se, da ta navada kani izumreti.
Tobak je moč kaditi na več načinov, od katerih so najbolj razširjena uživanja cigaret, cigar in pipe. Na Bližnjem vzhodu je priljubljeno kajenje tobaka s pomočjo vodne pipe. Vedno redkejše je njuhanje in žvečenje tobaka. 
Zdravstvene raziskave kažejo na škodljivost kajenja za zdravje. Slednje namreč mnogokrat povzroča pljučnega raka in emfizemo, pa tudi druge motnje organizma. V zadnjem času so se zaradi tega v množici držav pojavili različni protikadilski ukrepi, kot je omejevanje oglaševanja tobačnih izdelkov in prepoved kajenja na javnih mestih. Med najbolj škodljivimi snovmi v cigaretnem dimu so katran, nikotin in ogljikov monoksid. Katran je lepljiva rumeno-rjava snov ki jo vidimo na cigareti. Nikotin je mamilo ki povzroča zasvojenost. Ogljikov monoksid nastaja pri nepopolnem zgorevanju različnih snovi.